# Герман Ріттер фон Шпек
Герман Теодор Шпек, з 7 вересня 1914 року — Ріттер фон Шпек (нім. Hermann Theodor Ritter von Speck; 8 серпня 1888, Мюнхен, Німецька імперія — 15 червня 1940, Пон-сюр-Іонн, Франція) — німецький воєначальник, генерал артилерії вермахту. Кавалер Лицарського хреста Залізного хреста і лицарського хреста Військового ордена Максиміліана Йозефа.

## Біографія
18 липня 1907 року вступив у Баварську армію. Учасник Першої світової війни. Після демобілізації армії залишений у рейхсвері. З 1 березня 1938 по 29 квітня 1940 року — командир 33-ї піхотної дивізії, з 15 квітня по 31 травня 1940 року — 43-го , з 5 червня 1940 року — 18-го армійського корпусу. Загинув у бою під час Французької кампанії (вбитий кулеметним вогнем).

## Сім'я
В 1919 році одружився з Меліттою Рогецкі. В пари народилась дочка.

## Нагороди
- Медаль принца-регента Луїтпольда в бронзі
- Залізний хрест 2-го і 1-го класу
- Військовий орден Максиміліана Йозефа, лицарський хрест (7 вересня 1914)
- Ганзейський Хрест (Гамбург)
- Нагрудний знак «За поранення» в чорному
- Орден «За заслуги» (Баварія) 4-го класу з мечами і короною (24 жовтня 1918)
- Орден Заслуг (Чилі), лицарський хрест
- Почесний хрест ветерана війни з мечами
- Медаль «За вислугу років у Вермахті» 4-го, 3-го, 2-го і 1-го класу (25 років)
- Застібка до Залізного хреста 2-го і 1-го класу
- Лицарський хрест Залізного хреста (17 жовтня 1940, посмертно)